# Roberto Colautti
Roberto Damián Colautti (hebreo: רוברטו קולאוטי) (nació el 24 de mayo de 1982 en la localidad de Lozada, provincia de Córdoba, Argentina) es un exfutbolista argentino nacionalizado israelí. Durante su carrera ha jugado en equipos de Suiza, Israel, Alemania, Rusia , Turquía y en su país natal Argentina, además de ser internacional absoluto con la camiseta del seleccionado israelí.
Colautti se caracterizaba por ser un delantero completo, ya que tenía facilidad para hacer goles, gran sentido del oportunismo y la colocación, velocidad y buen cabezazo.

## Biografía
Colautti se formó como jugador y debutó como profesional en las filas de Boca Juniors. Su salto a la primera división fue a la edad de 18 años. Fue cedido al Lugano suizo en la campaña 2001/2002, donde jugó 9 partidos. Recién regresado a Argentina, volvió a ser cedido, esta vez a Banfield, donde iba a llevar a cabo una buena tarea. Al cabo de 32 partidos y 10 goles en su haber, volvió a enfundarse la camiseta xeneize en la temporada 2003/2004, donde muchos recordarán el gol convertido para abrir la cuenta ante Arsenal en aquel partido que Boca le terminaría ganando por 2 tantos contra 1 al equipo del viaducto, con el cual se proclamaría campeón del Apertura 2003, tres fechas antes de la finalización de dicho torneo.
Sus condiciones despertaron el interés del Maccabi Haifa, preocupado por reforzar su parcela atacante. Y resultó un acierto total, ya que Colautti, en su primera temporada en la liga israelí, fue el máximo goleador con 25 dianas, antes de conquistar el título al año siguiente, donde también fue máximo goleador de la Ligat ha'Al (primera división israelí) con 19 goles, siendo uno de los jugadores claves en el campeonato ganado. Ya sólo restaban los pertinentes trámites administrativos de la nacionalización para ver a Colautti con la camiseta de su selección, en la cual, posteriormente iba a disputar 19 partidos, marcando 6 goles. 
En marzo de 2006, en pleno estado de guerra, Colautti se casó con su novia israelí recibiendo la doble nacionalidad y poder así ser partícipe del combinado nacional israelí. Al ser consultado sobre la decisión destacó que en Israel se sabe quién te ataca y cómo protegerte, mientras que su familia en Argentina fue, por los mismos días, brutalmente asaltada y nadie era responsable.
En la Copa de la UEFA 2006-2007 ha tenido un papel bastante destacado, marcando 4 tantos, algunos de ellos de vital importancia como frente a Livorno o CSKA Moscú, para ayudar al equipo a alcanzar los octavos de final, donde cayeron frente al RCD Español.
En el año 2007 fue vendido por 1.600.000€ al Borussia Mönchengladbach de Alemania donde alternaría entre la primera y segunda división. Su estadía en el club fue interrumpida por constantes lesiones como la rotura de ligamentos o problemas musculares y en tres años solo logró disputar 60 partidos marcando 12 goles.
En el 2010 regresó a Israel en condición de libre para jugar en el Maccabi Tel Aviv donde en sus tres temporadas marcaría 25 goles en 90 partidos. En total en la liga israelí disputaría 152 partidos donde marcaría 52 goles en seis temporadas.
Desde 2013 hasta su retiro en julio de 2015 se desempeñó en la liga de Chipre, jugando para Anorthosis Famagusta y AEK Larnaca FC.
Su carrera finalizó con el número de 114 goles convertidos en 373 partidos oficiales disputados a nivel clubes y selección.

## Clubes
| Club                     | País      | Año       |
| ------------------------ | --------- | --------- |
| Banfield                 | Argentina | 1999-2000 |
| Boca Juniors             | Argentina | 2001      |
| FC Lugano                | Suiza     | 2002      |
| Boca Juniors             | Argentina | 2003-2004 |
| Maccabi Haifa            | Israel    | 2004-2007 |
| Borussia Mönchengladbach | Alemania  | 2007-2010 |
| Maccabi Tel Aviv         | Israel    | 2010-2013 |
| FC Rubin Kazán           | Rusia     | 2013-2014 |
| Orduspor                 | Turquía   | 2014-2015 |

## Palmarés

### Campeonatos nacionales
| Título                 | Club                     | País      | Año    |
| ---------------------- | ------------------------ | --------- | ------ |
| Primera División       | Boca Juniors             | Argentina | A-2003 |
| Liga Premier de Israel | Maccabi Haifa            | Israel    | 2005   |
| Copa Toto              | Maccabi Haifa            | Israel    | 2005   |
| Liga Premier de Israel | Maccabi Haifa            | Israel    | 2006   |
| 2. Bundesliga          | Borussia Mönchengladbach | Alemania  | 2008   |
| Liga Premier de Israel | Maccabi Tel Aviv         | Israel    | 2013   |

### Campeonatos internacionales
| Título            | Club         | Sede             | Año  |
| ----------------- | ------------ | ---------------- | ---- |
| Copa Libertadores | Boca Juniors | México Argentina | 2001 |

### Distinciones individuales
| Distinción                            | Año     |
| ------------------------------------- | ------- |
| Goleador de la Liga Premier de Israel | 2004-05 |